# Loxophlebia berberoi
Loxophlebia berberoi là một loài bướm đêm thuộc phân họ Arctiinae, họ Erebidae.